# Sueño del Fevre
Sueño del Fevre (Fevre Dream) es una novela de vampiros escrita por George R. R. Martin y publicada en 1982. Comienza en torno al año 1857 en el río Mississipi durante el antebellum, y algunos críticos la han descrito como Bram Stoker se encuentra con Mark Twain. El libro fue publicado por primera vez en los Estados Unidos por Poseidon Press en 1982. Fue reeditada por Orion Books en el año 2001 como el volumen 13 de su colección Fantasy Masterworks. En España fue publicada por Editorial Acervo en 1983 con traducción de Hernán Sabaté y reeditada en el año 2004.

## Sinopsis
Abner Marsh, un capitán de barco de gran fealdad pero muy hábil, se encuentra en una profunda crisis financiera en 1857 cuando recibe un encargo de Joshua York un enriquecido y educado caballero. Ambos se convierten en socios cuando Joshua le promete a Abner que financiará la construcción de un magnífico barco de vapor, más grande, rápido y opulento que cualquiera que se haya visto en el río Mississipi. A cambio Abner Marsh se encargará de capitanearlo.
El barco de vapor recibe el nombre de Sueño del Fevre, en memoria de la compañía en bancarrota de Abner, la Fevre River Packet Company. Joshua y Abner dirigen el nuevo barco, aunque es Abner quien se ocupa exclusivamente del mando y la navegación. Sin embargo, pronto comienzan a surgir dudas y preguntas entre la tripulación y los pasajeros debido al extraño comportamiento de Joshua y sus amigos, que apenas salen de sus camarotes durante el día. Las sospechas de Abner por su misterioso compañero se incrementan cuando descubre en el camaronte de Joshua recortes de periódico que detallan extrañas muertes. Tras exigirle que le revele la verdad, Joshua le dice a Abner que él y sus amigos son cazadores de vampiros. Están utilizando el Sueño del Fevre como su base de operaciones para investigar una serie de misteriosas muertes a lo largo del río Mississipi. Sin embargo, finalmente Joshua termina revelando la verdad: él y sus amigos son vampiros. Joshua ha diseñado una poción alquímica que controla la sed de sangre de los vampiros, y se encuentra en una cruzada para ayudar a los demás vampiros a liberarse de su necesidad de alimentarse de sangre. Algunos vampiros lo consideran el "Rey Pálido", señor o maestro de todos los vampiros.